# Félix Patzi
Félix Patzi Paco (Colquencha, Bolivia; 21 de febrero de 1967) es un sociólogo, docente universitario y político boliviano. Gobernador del departamento de La Paz desde el 31 de mayo de 2015 hasta el 3 de mayo de 2021. Patzi fue también el ministro de Educación de Bolivia desde 2006 hasta 2007; durante el primer gobierno de Evo Morales. Es un miembro de la etnia aimara, ha estado siempre activo en el apoyo a los movimientos indígenas de Bolivia.
A pesar de sus arrestos por parte de la policía boliviana y de haber sido criticado por altas autoridades del país, así como también por opositores, en esas condiciones, Patzi logró convertirse en gobernador del departamento de La Paz en 2015 con más del 50 % de la votación (673.244 votos).

## Biografía

### Incidentes de tránsito
Los arrestos policiales de Felix Patzi, han sido siempre una constante paradoja a lo largo de su vida llegando a perjudicarlo en su intachable reputación y en su carrera profesional así como también en su carrera política.

#### Arresto policial de 2007
Uno de los primeros antecedentes, se remonta al mes de julio del año 2007, cuando el exministro de educación Félix Patzi se encontraba manejando en estado de ebriedad un vehículo oficial de la entonces Prefectura de La Paz (actualmente denominado Gobernación de La Paz), lo cual trajo como consecuencia que Patzi se llegue a estrellar contra un poste de luz. Después de este incidente de tránsito, la policía boliviana llegó al lugar de los hechos y procedió a arrestar a Patzi llevándolo a celdas policiales donde permaneció encerrado por un lapso de ocho horas. Logró salir en libertad después de haber pagado una multa de Bs. 400 bolivianos (monto equivalente en esa época a un 80 % del Salario Mínimo de Bolivia) además de cubrir económicamente los gastos de reparación de los daños causados al poste de luz.

#### Arresto policial de 2009
El 4 de julio de 2009 y mientras se desempeñaba en el cargo de secretario general de la gobernación de La Paz durante la gestión del prefecto Pablo Ramos Sánchez, Felix Patzi chocó por segunda vez otro vehículo oficial de la prefectura paceña cuando se encontraba manejando en estado de ebriedad, pues en ese momento Patzi se estaba dirigiendo a la ciudad de La Paz desde la ciudad de El Alto a través de la Avenida Max Paredes, pero cuando se encontraba cerca de la zona de Alpacoma, estrelló el vehículo perteneciente a la gobernación. La policía boliviana procedió a arrestar a Patzi, llevándolo otra vez a celdas policiales donde permaneció encerrado por un lapso de tiempo de ocho horas.
A su vez, en su defensa, Patzi dijo a la policía que no pudo ver un rompe muelles, motivo por el cual una de las llantas del automóvil "reventó sorpresivamente" lo que conllevó a que "perdiera el control" del motorizado. Pero según el reporte de la policía boliviana, se reveló también que la prueba de alcoholemia que se le había realizado a Patzi en ese momento, había dado como resultado alrededor 1,5 grados de alcohol (considerado un nivel muy alto). Al final, Patzi logró salir de la cárcel pagando sin mayor problema una multa de 400 bolivianos.

#### Arresto policial de 2010
Pero sin duda alguna, unos de los incidentes de tránsito que tuvo más notoriedad y que generó un gran escándalo y repercusión a nivel nacional fue la del año 2010, pues el hecho ocurrió cuando faltaba solo algunas semanas para la inscripción de candidatos para las elecciones subnacionales del año 2010, el presidente Evo Morales decidió poner a Félix Patzi como candidato a gobernador del Departamento de La Paz, por el partido político del Movimiento al Socialismo. 
El 4 de febrero de 2010, la policía boliviana logró interceptar y detener a Felix Patzi cuando se encontraba manejando su vehículo particular en total estado de ebriedad por la céntrica Avenida 6 de agosto de la ciudad de La Paz. Pero cabe mencionar que a diferencia de las anteriores veces, en esta ocasión Patzi se negó a mostrar su licencia de conducir a los policías y aprovechando un descuido, decidió burlar a la autoridad policial, logrando subirse rápidamente a su automóvil para darse a la fuga rumbo al Barrio de San Jorge con destino final a la zona sur de la sede de gobierno.
La patrulla policial se puso a perseguir a Félix Patzi por varias cuadras y con la ayuda de otras patrullas que se encontraban ubicadas en la Avenida del Libertador, lograron finalmente capturarlo en el inicio de la Avenida del Poeta. Cabe mencionar que Patzi intentó hasta lo último evitar ser arrestado al querer derribar con su motorizado algunas motos policiales estacionadas en el lugar. Pero después de una larga persecución fue arrestado y llevado a celdas policiales por tercera vez.
A pesar de que faltaba apenas algunas semanas antes de las elecciones, Félix Patzi fue nuevamente arrestado por la policía boliviana cuando se lo encontró otra vez conduciendo su automóvil particular en estado de ebriedad. Pero a diferencia de los anteriores arrestos, este fue muy particular, ya que el candidato a la gobernación Félix Patzi, trató de burlar a la autoridad policial dándose a la fuga.

### Expulsión partidaria y los mil adobes
En febrero de 2010, este hizo a mano propia 1000 adobes para sancionarse y así redimir su error ante la sociedad y los movimientos sociales, de conducir en estado de ebriedad. Este labor de hacer adobes fue con el objetivo de recuperar la confianza de la federación de campesinos y de todo el Departamento de La Paz cuando Patzi aún era candidato a gobernador del departamento. Pero su reacción fue tarde y los movimientos sociales reemplazaron a Félix Patzi por el abogado César Cocarico Yana.

### Nuevo comienzo político
En marzo de 2010 fundó un nuevo partido político que se llama Integración para el Cambio (IPC). El 20 de mayo de 2013, Patzi anunció su candidatura a las Elecciones generales de Bolivia de 2014 participando con su propio partido político Integración para el Cambio (IPC). Pero al final no pudo participar en estas elecciones.

### Elecciones generales de Bolivia de 2020
El 28 de diciembre de 2019, Félix Patzi anunció que participaría nuevamente como candidato a Presidente de Bolivia en las elecciones generales de 2020. Según Patzi, esta decisión sería el resultado de un ampliado nacional del partido Movimiento Tercer Sistema que se llevó a cabo en la ciudad de El Alto, en la cual las bases de dicho partido proclamaron como único candidato presidencial al sociólogo paceño Félix Patzi.
| Predecesor: César Cocarico Yana  | Gobernador del Departamento de La Paz 31 de mayo de 2015 - 3 de mayo de 2021 | Sucesor: Santos Quispe Quispe     |
| Predecesor: María Mejía Barragán | Ministro de Educación de Bolivia 23 de enero de 2006 - 23 de enero de 2007   | Sucesor: Víctor Cáceres Rodríguez |